# Quách Công Lịch
Quách Công Lịch (Thanh Hóa, 27 agosto 1993) è un velocista e ostacolista vietnamita di etnia muong. fratello maggiore dell'atleta Quách Thị Lan

## Carriera
Nel 2015 partecipa ai Giochi del Sud-est asiatico di Singapore dove conquista 3 medaglie e stabilisce due nuovi record nazionali nei 400 metri e nei 400 metri ostacoli. Replica i successi all'edizione seguente dei Giochi di Kuala Lumpur e stabilendo un nuovo record nei 400 metri ostacoli. Prende parte ai Giochi asiatici di Giacarta, ma non terminò la gara. Successivamente dichiarerà di volersi ritirare dalle competizioni.

## Record nazionali
- 400 metri piani: 45"99 ( Chanthaburi, 29 giugno 2015)
- 400 metri ostacoli: 50"05 ( Kuala Lumpur, 22 agosto 2017)
- Staffetta 4x400 metri: 3'07"40 ( Kuala Lumpur, 26 agosto 2017) (Lương Văn Thảo, Phan Khắc Hoàng, Trần Đình Sơn, Quách Công Lịch)

## Palmarès
| Anno | Manifestazione              | Sede         | Evento      | Risultato | Prestazione | Note             |
| ---- | --------------------------- | ------------ | ----------- | --------- | ----------- | ---------------- |
| 2015 | Giochi del Sud-est asiatico | Singapore    | 400 m piani | Argento   | 46"02       | Record nazionale |
| 2015 | Giochi del Sud-est asiatico | Singapore    | 400 m hs    | Argento   | 50"29       | Record nazionale |
| 2015 | Giochi del Sud-est asiatico | Singapore    | 4x400 m     | Bronzo    | 3'08"48     |                  |
| 2016 | Asiatici indoor             | Doha         | 400 m piani | 6º        | 48"29       |                  |
| 2017 | Asiatici                    | Bhubaneswar  | 400 m piani | 6º        | 46"51       |                  |
| 2017 | Giochi del Sud-est asiatico | Kuala Lumpur | 400 m piani | Bronzo    | 46"48       |                  |
| 2017 | Giochi del Sud-est asiatico | Kuala Lumpur | 400 m hs    | Argento   | 50"05       | Record nazionale |
| 2017 | Giochi del Sud-est asiatico | Kuala Lumpur | 4x400 m     | Argento   | 3'07"40     | Record nazionale |
| 2018 | Giochi asiatici             | Giacarta     | 400 m hs    | Batteria  | dnf         |                  |